# Список премьер-министров Самоа
Премьер-министр Независимого Государства Самоа (англ. Prime Minister of the Independent State of Samoa, самоан. Palemia o le Malo Tutoʻatasi o Samoa) является главой правительства Самоа. Согласно действующей конституции назначается главой государства (О ле Ао О ле Мало) из числа депутатов парламента (Фоно Самоа), пользующихся доверием большинства парламентариев, избираемых на пятилетний срок.
Использованная в первом столбце таблиц нумерация является условной; также условным является использование в первом столбце цветовой заливки, служащей для упрощения восприятия принадлежности лиц к различным политическим силам без необходимости обращения к столбцу, отражающему партийную принадлежность. Наряду с партийной принадлежностью, в столбце «Партия» также отражён беспартийный статус персоналий. В столбце «Выборы» отражены состоявшиеся выборные процедуры, сформировавшие состав парламента, утвердившего состав правительства или поддержавшего его.

## Система «фааматаи» и имя
Все 47 депутатов Фоно Самоа (парламента), являющиеся самоанцами (ещё 2 места зарезервированы для лиц, самоанцами не являющимися), входят в число «матаи» — обладателей родовых титулов. Система Фааматаи (термин включает в себя префикс самоан. fa'a — «в пути», и слово самоан. matai — «родовое имя, или титул») является ключевой социально-политической системой управления и образа жизни самоанского общества. Титул матаи присваивается (без права автоматического наследования) представителю соответствующей родовой группы и наделяет носителя «правом и обязанностью заботы» о членах этой группы. Лицо, ставшее матаи, включает титул в своё имя, зачастую с указанием подобного династическому нумерования при одинаковых личных именах. Одно лицо благодаря родовым связям может стать матаи неоднократно. Выделяется четыре титула родовых верховных вождей Самоа — Малиетоа, Матаафа, Тупуа Тамасесе и Туималеалиифано. Все О ле Ао О ле Мало и многие премьер-министры Самоа являлись их обладателями.

## Первый период (1875—1876)
Впервые пост премьер-министра в Самоа появился после установления политических контактов с Германией, Великобританией и США и принятия в 1873 году монархом Самоа Малиетоа Лаупепа конституции, заменившей совместное управление страной двумя монархами на правило чередования на троне обладателей четырёх родовых титулов верховных вождей и реорганизовавшей двухпалатный парламент. На этот пост 4 июля 1875 года был назначен Альберт Штайнбергер, первоначально представлявший на островах американское правительство. Однако 8 февраля 1876 года он был отрешён от должности и депортирован на Фиджи по настоянию британского и американского консулов, посчитавших его проводником германских интересов. До настоящего времени А. Штайнбергер остаётся единственным руководителем правительства единого самоанского государства. В последующем пост не был замещён вплоть до разделения Самоа после Второй гражданской войны по Трёхсторонней конвенции 1899 года между Германией (Германское Самоа) и США (Американское Самоа).
29 августа 1914 года находящаяся под немецким протекторатом часть островов была оккупирована Новой Зеландией, 17 декабря 1920 года под названием Западное Самоа стала её мандатной территорией, а 25 января 1947 года — её подопечной территорией (Подопечная территория Западное Самоа).
|        | Портрет | Имя (годы жизни)                                                      | Полномочия  | Полномочия     | Партия       | Пр.   |
| Начало | Портрет | Имя (годы жизни)                                                      | Окончание   |                | Партия       | Пр.   |
| ------ | ------- | --------------------------------------------------------------------- | ----------- | -------------- | ------------ | ----- |
| 1      |         | Альберт Барнс Штайнбергер (1849—1887) англ. Albert Barnes Steinberger | 4 июля 1875 | 8 февраля 1876 | беспартийный | [ 4 ] |

## Второй период (с 1959)

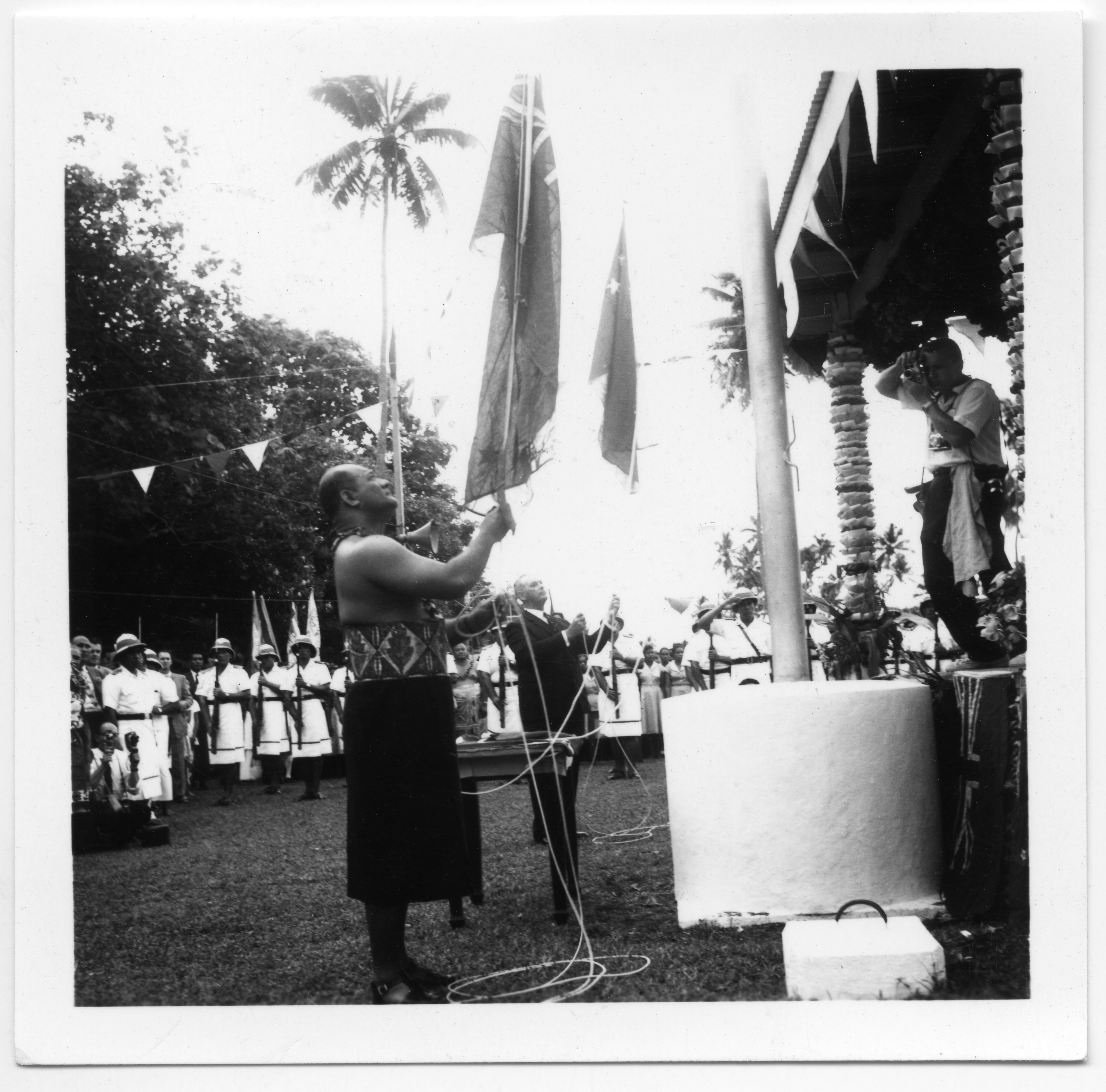
Премьер-министры Самоа и Новой Зеландии на провозглашении независимости 1 января 1962 года

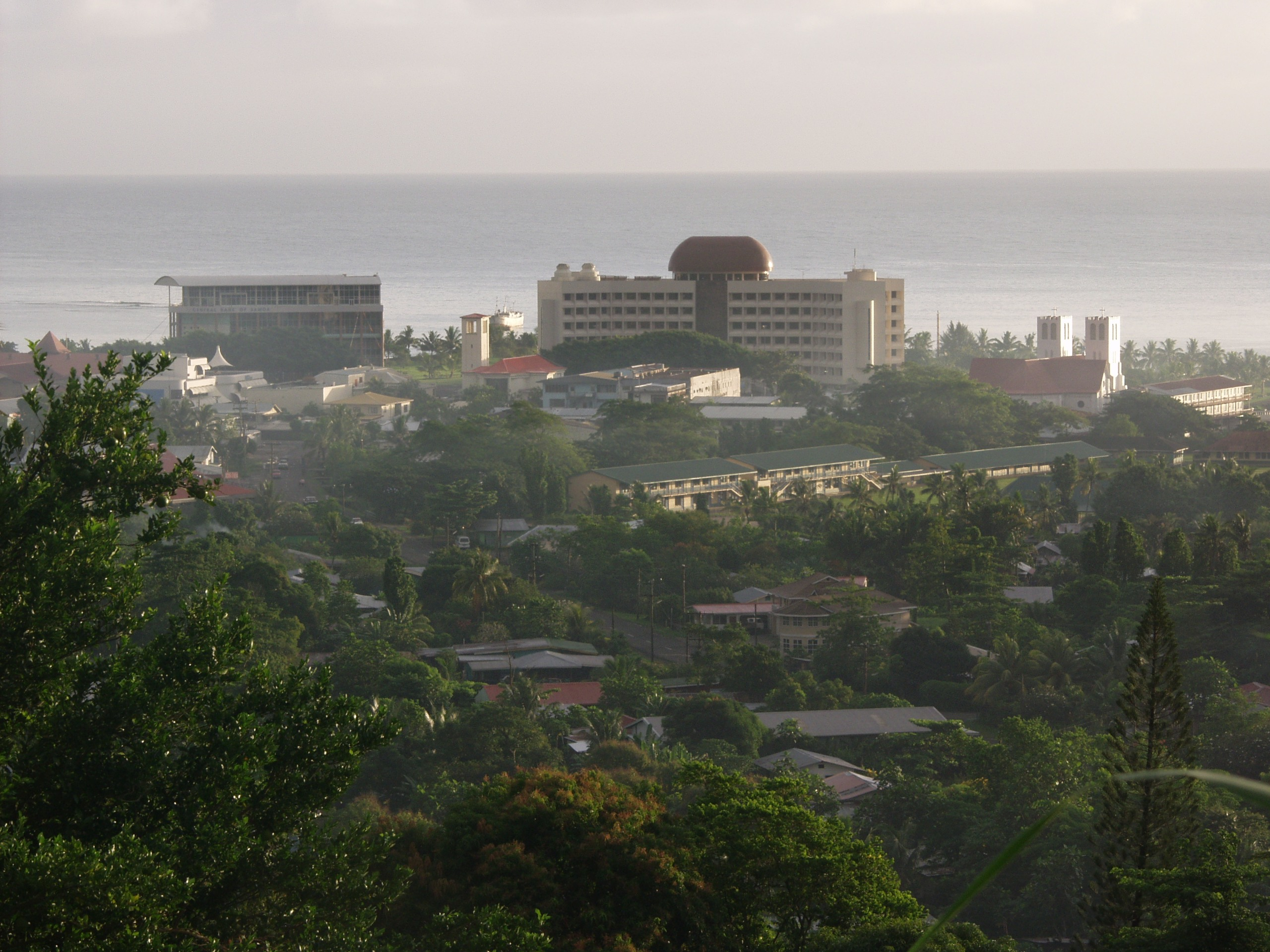
Здание правительства в Апиа

Вновь пост премьер-министра был установлен 1 октября 1959 года по решению Фоно Самоа (парламента) подопечной территории ООН Западное Самоа, находящейся под управлением Новой Зеландии.
На прошедшем 10 мая 1961 года под надзором ООН референдуме была принята новая конституция и было одобрено получение страной независимости. Конституция, разработанная Конституционной конвенцией матаи, восприняла вестминстерскую систему парламентской демократии, но предоставила активное и пассивное избирательные права исключительно матаи.
1 января 1962 года была провозглашена независимость первого океанийского государства, названного Независимое Государство Западное Самоа (самоан. O le Malo Tuto‘atasi o Samoa i Sisifo, англ. Independent State of Western Samoa).
В 1990 году было введено всеобщее избирательное право, однако сохраняется традиция избрания членами парламента и, соответственно, членами правительства, исключительно матаи. 4 июля 1997 года в конституцию была внесена поправка, по которой страна стала называться Независимое Государство Самоа (самоан. O le Malo Tuto‘atasi o Samoa, англ. Independent State of Samoa).
Курсивом в списке указаны являющиеся частью имени титулы матаи ().
|        | Портрет | Имя (годы жизни) | Полномочия       | Полномочия       | Партия                      | Выборы        | Пр.           |
| Начало | Портрет | Имя (годы жизни) | Окончание        |                  | Партия                      | Выборы        | Пр.           |
| ------ | ------- | --- | ---------------- | ---------------- | --------------------------- | ------------- | ------------- |
| 2 (I)  |         | Фиаме Матаʻафа Фаумуина Мулинуʻу II (1921—1975) самоан. Fiamē Mata'afa Faumuina Mulinu'u II                                    | 1 октября 1959   | 25 февраля 1970  | беспартийный                | (1957)        | [ 14 ]        |
| 2 (I)  | 1961    | Фиаме Матаʻафа Фаумуина Мулинуʻу II (1921—1975) самоан. Fiamē Mata'afa Faumuina Mulinu'u II                                    | 1 октября 1959   | 25 февраля 1970  | беспартийный                |               | [ 14 ]        |
| 2 (I)  | 1964    | Фиаме Матаʻафа Фаумуина Мулинуʻу II (1921—1975) самоан. Fiamē Mata'afa Faumuina Mulinu'u II                                    | 1 октября 1959   | 25 февраля 1970  | беспартийный                |               | [ 14 ]        |
| 2 (I)  | 1967    | Фиаме Матаʻафа Фаумуина Мулинуʻу II (1921—1975) самоан. Fiamē Mata'afa Faumuina Mulinu'u II                                    | 1 октября 1959   | 25 февраля 1970  | беспартийный                |               | [ 14 ]        |
| 3      |         | Тупуа Тамасесе Леалофи IV (1922—1983) самоан. Tupua Tamasese Lealofi IV                                                        | 25 февраля 1970  | 20 марта 1973    | беспартийный                | 1970          | [ 15 ] [ 16 ] |
| 2 (II) |         | Фиаме Матаʻафа Фаумуина Мулинуʻу II (1921—1975) самоан. Fiame Mata'afa Faumuina Mulinu'u II                                    | 20 марта 1973    | 20 мая 1975      | беспартийный                | 1973          | [ 14 ]        |
| и. о.  |         | Тупуа Тамасесе Леалофи IV (1922—1983) самоан. Tupua Tamasese Lealofi IV                                                        | 20 мая 1975      | 24 марта 1976    | беспартийный                | 1973          | [ 16 ]        |
| 4 (I)  |         | Тупулоа Таиси Туфуга Эфи (1938—) самоан. Tupuola Taisi Tufuga Efi                                                              | 24 марта 1976    | 13 апреля 1982   | беспартийный                | 1976          | [ 17 ]        |
| 4 (I)  | 1979    | Тупулоа Таиси Туфуга Эфи (1938—) самоан. Tupuola Taisi Tufuga Efi                                                              | 24 марта 1976    | 13 апреля 1982   | беспартийный                |               | [ 17 ]        |
| 5 (I)  |         | Aфиога Ваʻаи Колоне (1911—2001) самоан. Afioga Vaʻai Kolone                                                                    | 13 апреля 1982   | 18 сентября 1982 | Партия защиты прав человека | 1982          | [ 18 ]        |
| 4 (II) |         | Тупулоа Таиси Туфуга Эфи (1938—) самоан. Tupuola Taisi Tufuga Efi                                                              | 18 сентября 1982 | 31 декабря 1982  | беспартийный                | 1982          | [ 17 ]        |
| 6 (I)  |         | Тофилау Эти Алесана (1924—1999) самоан. Tofilau Eti Alesana урожд. Ауаламалефалелима Алесана самоан. Aualamalefalelima Alesana | 31 декабря 1982  | 30 декабря 1985  | Партия защиты прав человека | 1982          | [ 19 ]        |
| 6 (I)  | 1985    | Тофилау Эти Алесана (1924—1999) самоан. Tofilau Eti Alesana урожд. Ауаламалефалелима Алесана самоан. Aualamalefalelima Alesana | 31 декабря 1982  | 30 декабря 1985  | Партия защиты прав человека |               | [ 19 ]        |
| 5 (II) |         | Aфиога Ваʻаи Колоне (1911—2001) самоан. Afioga Vaʻai Kolone                                                                    | 30 декабря 1985  | 6 апреля 1988    | Партия защиты прав человека | [ 18 ]        |               |
| 6 (II) |         | Тофилау Эти Алесана (1924—1999) самоан. Tofilau Eti Alesana урожд. Ауаламалефалелима Алесана самоан. Aualamalefalelima Alesana | 6 апреля 1988    | 23 ноября 1998   | Партия защиты прав человека | 1988          | [ 19 ]        |
| 6 (II) | 1991    | Тофилау Эти Алесана (1924—1999) самоан. Tofilau Eti Alesana урожд. Ауаламалефалелима Алесана самоан. Aualamalefalelima Alesana | 6 апреля 1988    | 23 ноября 1998   | Партия защиты прав человека |               | [ 19 ]        |
| 6 (II) | 1996    | Тофилау Эти Алесана (1924—1999) самоан. Tofilau Eti Alesana урожд. Ауаламалефалелима Алесана самоан. Aualamalefalelima Alesana | 6 апреля 1988    | 23 ноября 1998   | Партия защиты прав человека |               | [ 19 ]        |
| 7      |         | Туилаэпа Лупесолиаи Неиоти Аионо Саʻилеле Малиелегаои (1945—) самоан. Tuilaʻepa Lupesoliai Neioti Aiono Saʻilele Malielegaoi   | 23 ноября 1998   | 25 мая 2021      | Партия защиты прав человека | [ 20 ] [ 21 ] |               |
| 7      | 2001    | Туилаэпа Лупесолиаи Неиоти Аионо Саʻилеле Малиелегаои (1945—) самоан. Tuilaʻepa Lupesoliai Neioti Aiono Saʻilele Malielegaoi   | 23 ноября 1998   | 25 мая 2021      | Партия защиты прав человека | [ 20 ] [ 21 ] |               |
| 7      | 2006    | Туилаэпа Лупесолиаи Неиоти Аионо Саʻилеле Малиелегаои (1945—) самоан. Tuilaʻepa Lupesoliai Neioti Aiono Saʻilele Malielegaoi   | 23 ноября 1998   | 25 мая 2021      | Партия защиты прав человека | [ 20 ] [ 21 ] |               |
| 7      | 2011    | Туилаэпа Лупесолиаи Неиоти Аионо Саʻилеле Малиелегаои (1945—) самоан. Tuilaʻepa Lupesoliai Neioti Aiono Saʻilele Malielegaoi   | 23 ноября 1998   | 25 мая 2021      | Партия защиты прав человека | [ 20 ] [ 21 ] |               |
| 7      | 2016    | Туилаэпа Лупесолиаи Неиоти Аионо Саʻилеле Малиелегаои (1945—) самоан. Tuilaʻepa Lupesoliai Neioti Aiono Saʻilele Malielegaoi   | 23 ноября 1998   | 25 мая 2021      | Партия защиты прав человека | [ 20 ] [ 21 ] |               |
| 8      |         | Фиаме Наоми Матаʻафа (1957—) самоан. Fiamē Naomi Mataʻafa                                                                      | 25 мая 2021      | действующий      | Объединённое верой Самоа    | 2021          | [ 22 ]        |